# Khúc côn cầu trên băng tại Thế vận hội Mùa đông 2018 - Đội hình nam
Dưới đây là danh sách cầu thủ của các nước tham dự giải khúc côn cầu trên băng nam Thế vận hội Mùa đông 2018. Mỗi đội gồm 22 cầu thủ hàng trên và 3 thủ môn.

## Bảng A

### Canada
Dưới đây là đội hình Canada tham dự giải khúc côn cầu trên băng nam tại Thế vận hội Mùa đông 2018. 
Huấn luyện viên trưởng:  Willie Desjardins     Trợ lý huấn luyện viên:  Dave King,  Scott Walker,  Craig Woodcroft
| Số | Vị trí | Tên                 | Chiều cao           | Cân nặng        | Ngày sinh            | Nơi sinh                 | Câu lạc bộ                           |
| -- | ------ | ------------------- | ------------------- | --------------- | -------------------- | ------------------------ | ------------------------------------ |
| 3  | D      | Karl Stollery       | 5 ft 11 in (1,80 m) | 181 lb (82 kg)  | 21 tháng 11 năm 1987 | Camrose, Alberta         | Dinamo Riga (KHL)                    |
| 4  | D      | Chris Lee – A       | 6 ft 0 in (1,83 m)  | 185 lb (84 kg)  | 3 tháng 10 năm 1980  | MacTier, Ontario         | Metallurg Magnitogorsk (KHL)         |
| 5  | D      | Chay Genoway        | 5 ft 9 in (1,75 m)  | 176 lb (80 kg)  | 20 tháng 12 năm 1986 | Morden, Manitoba         | HC Lada Togliatti (KHL)              |
| 7  | F      | Gilbert Brulé       | 5 ft 10 in (1,78 m) | 190 lb (86 kg)  | 1 tháng 1 năm 1987   | Edmonton                 | Kunlun Red Star (KHL)                |
| 8  | F      | Wojtek Wolski       | 6 ft 3 in (1,91 m)  | 220 lb (100 kg) | 24 tháng 2 năm 1986  | Zabrze                   | Metallurg Magnitogorsk (KHL)         |
| 9  | F      | Derek Roy – A       | 5 ft 9 in (1,75 m)  | 187 lb (85 kg)  | 4 tháng 5 năm 1983   | Rockland, Ontario        | Linköpings HC (SHL)                  |
| 11 | F      | Chris Kelly – C     | 6 ft 0 in (1,83 m)  | 194 lb (88 kg)  | 11 tháng 11 năm 1980 | Toronto                  | Belleville Senators (AHL)            |
| 12 | F      | Rob Klinkhammer     | 6 ft 2 in (1,88 m)  | 216 lb (98 kg)  | 12 tháng 8 năm 1986  | Lethbridge               | Ak Bars Kazan (KHL)                  |
| 15 | F      | Brandon Kozun       | 5 ft 8 in (1,73 m)  | 172 lb (78 kg)  | 8 tháng 3 năm 1990   | Los Angeles, Hoa Kỳ      | Lokomotiv Yaroslavl (KHL)            |
| 16 | F      | Quinton Howden      | 6 ft 2 in (1,88 m)  | 190 lb (86 kg)  | 21 tháng 1 năm 1992  | Oakbank, Manitoba        | HC Dinamo Minsk (KHL)                |
| 17 | F      | Rene Bourque – A    | 6 ft 2 in (1,88 m)  | 216 lb (98 kg)  | 10 tháng 12 năm 1981 | Lac La Biche, Alberta    | Djurgårdens IF (SHL)                 |
| 18 | D      | Marc-André Gragnani | 6 ft 3 in (1,91 m)  | 205 lb (93 kg)  | 11 tháng 3 năm 1987  | L'Île-Bizard, Quebec     | HC Dinamo Minsk (KHL)                |
| 19 | F      | Andrew Ebbett – A   | 5 ft 9 in (1,75 m)  | 176 lb (80 kg)  | 2 tháng 1 năm 1983   | Vernon, British Columbia | SC Bern (NL)                         |
| 21 | F      | Mason Raymond       | 6 ft 1 in (1,85 m)  | 179 lb (81 kg)  | 17 tháng 9 năm 1985  | Cochrane, Alberta        | SC Bern (NL)                         |
| 22 | F      | Eric O'Dell         | 6 ft 1 in (1,85 m)  | 201 lb (91 kg)  | 21 tháng 6 năm 1990  | Ottawa                   | HC Sochi (KHL)                       |
| 24 | D      | Stefan Elliott      | 6 ft 1 in (1,85 m)  | 190 lb (86 kg)  | 30 tháng 1 năm 1991  | Vancouver                | HV71 (SHL)                           |
| 27 | D      | Cody Goloubef       | 6 ft 1 in (1,85 m)  | 201 lb (91 kg)  | 30 tháng 11 năm 1989 | Oakville, Ontario        | Stockton Heat (AHL)                  |
| 30 | G      | Ben Scrivens        | 6 ft 2 in (1,88 m)  | 198 lb (90 kg)  | 11 tháng 9 năm 1986  | Spruce Grove, Alberta    | Salavat Yulaev Ufa (KHL)             |
| 31 | G      | Kevin Poulin        | 6 ft 2 in (1,88 m)  | 205 lb (93 kg)  | 12 tháng 4 năm 1990  | Montréal                 | EHC Kloten (NL)                      |
| 35 | G      | Justin Peters       | 6 ft 1 in (1,85 m)  | 209 lb (95 kg)  | 30 tháng 8 năm 1986  | Blyth, Ontario           | Kölner Haie (DEL)                    |
| 37 | D      | Mat Robinson        | 5 ft 9 in (1,75 m)  | 185 lb (84 kg)  | 20 tháng 6 năm 1986  | Calgary                  | CSKA Moscow (KHL)                    |
| 40 | F      | Maxim Lapierre      | 6 ft 0 in (1,83 m)  | 216 lb (98 kg)  | 29 tháng 3 năm 1985  | Saint-Leonard, Quebec    | HC Lugano (NL)                       |
| 56 | D      | Maxim Noreau – A    | 6 ft 0 in (1,83 m)  | 198 lb (90 kg)  | 24 tháng 5 năm 1987  | Montréal                 | SC Bern (NL)                         |
| 91 | F      | Linden Vey          | 6 ft 0 in (1,83 m)  | 190 lb (86 kg)  | 17 tháng 7 năm 1991  | Wakaw, Saskatchewan      | ZSC Lions (NL)                       |
| 92 | F      | Christian Thomas    | 5 ft 9 in (1,75 m)  | 174 lb (79 kg)  | 26 tháng 5 năm 1992  | Toronto                  | Wilkes-Barre/Scranton Penguins (AHL) |

### Cộng hòa Séc
Dưới đây là đội hình Cộng hòa Séc tham dự giải khúc côn cầu trên băng nam tại Thế vận hội Mùa đông 2018. 
Huấn luyện viên trưởng:  Josef Jandač     Trợ lý huấn luyện viên:  Jiří Kalous,  Václav Prospal,  Jaroslav Špaček
| Số | Vị trí | Tên             | Chiều cao           | Cân nặng        | Ngày sinh            | Nơi sinh                    | Câu lạc bộ                    |
| -- | ------ | --------------- | ------------------- | --------------- | -------------------- | --------------------------- | ----------------------------- |
| 10 | F      | Roman Červenka  | 1,82 m (6 ft 0 in)  | 89 kg (196 lb)  | 10 tháng 12 năm 1985 | Praha, Tiệp Khắc            | HC Fribourg-Gottéron (NL)     |
| 16 | F      | Michal Birner   | 1,83 m (6 ft 0 in)  | 83 kg (183 lb)  | 2 tháng 3 năm 1986   | Litoměřice, Tiệp Khắc       | HC Fribourg-Gottéron (NL)     |
| 18 | F      | Dominik Kubalík | 1,87 m (6 ft 2 in)  | 86 kg (190 lb)  | 21 tháng 8 năm 1995  | Plzeň                       | HC Ambrì-Piotta (NL)          |
| 23 | D      | Ondřej Němec    | 1,82 m (6 ft 0 in)  | 93 kg (205 lb)  | 18 tháng 4 năm 1984  | Třebíč, Tiệp Khắc           | HC Kometa Brno (ELH)          |
| 27 | F      | Martin Růžička  | 1,81 m (5 ft 11 in) | 81 kg (179 lb)  | 15 tháng 12 năm 1985 | Beroun, Tiệp Khắc           | HC Oceláři Třinec (ELH)       |
| 29 | D      | Jan Kolář – A   | 1,90 m (6 ft 3 in)  | 92 kg (203 lb)  | 22 tháng 11 năm 1986 | Pardubice, Tiệp Khắc        | Amur Khabarovsk (KHL)         |
| 32 | G      | Patrik Bartošák | 1,85 m (6 ft 1 in)  | 88 kg (194 lb)  | 29 tháng 3 năm 1993  | Kopřivnice                  | HC Vítkovice (ELH)            |
| 33 | G      | Pavel Francouz  | 1,82 m (6 ft 0 in)  | 81 kg (179 lb)  | 3 tháng 6 năm 1990   | Plzeň, Tiệp Khắc            | Traktor Chelyabinsk (KHL)     |
| 38 | G      | Dominik Furch   | 1,88 m (6 ft 2 in)  | 91 kg (201 lb)  | 19 tháng 4 năm 1990  | Praha, Tiệp Khắc            | Avangard Omsk (KHL)           |
| 42 | F      | Petr Koukal     | 1,77 m (5 ft 10 in) | 83 kg (183 lb)  | 16 tháng 8 năm 1982  | Žďár nad Sázavou, Tiệp Khắc | Mountfield HK (ELH)           |
| 43 | F      | Jan Kovář – A   | 1,81 m (5 ft 11 in) | 98 kg (216 lb)  | 20 tháng 3 năm 1990  | Písek, Tiệp Khắc            | Metallurg Magnitogorsk (KHL)  |
| 47 | D      | Michal Jordán   | 1,85 m (6 ft 1 in)  | 88 kg (194 lb)  | 17 tháng 7 năm 1990  | Zlín, Tiệp Khắc             | Amur Khabarovsk (KHL)         |
| 51 | F      | Roman Horák     | 1,82 m (6 ft 0 in)  | 74 kg (163 lb)  | 21 tháng 5 năm 1991  | České Budějovice, Tiệp Khắc | HC Vityaz (KHL)               |
| 61 | D      | Adam Polášek    | 1,90 m (6 ft 3 in)  | 94 kg (207 lb)  | 12 tháng 7 năm 1991  | Ostrava, Tiệp Khắc          | HC Sochi (KHL)                |
| 62 | F      | Michal Řepík    | 1,79 m (5 ft 10 in) | 87 kg (192 lb)  | 31 tháng 12 năm 1988 | Vlašim, Tiệp Khắc           | HC Sparta Praha (ELH)         |
| 64 | F      | Jiří Sekáč      | 1,87 m (6 ft 2 in)  | 84 kg (185 lb)  | 10 tháng 6 năm 1992  | Kladno, Tiệp Khắc           | Ak Bars Kazan (KHL)           |
| 65 | D      | Vojtěch Mozík   | 1,89 m (6 ft 2 in)  | 91 kg (201 lb)  | 26 tháng 12 năm 1992 | Praha, Tiệp Khắc            | HC Vityaz (KHL)               |
| 69 | F      | Lukáš Radil     | 1,91 m (6 ft 3 in)  | 91 kg (201 lb)  | 5 tháng 8 năm 1990   | Čáslav, Tiệp Khắc           | HC Spartak Moscow (KHL)       |
| 74 | D      | Ondřej Vitásek  | 1,93 m (6 ft 4 in)  | 103 kg (227 lb) | 4 tháng 9 năm 1990   | Prostějov, Tiệp Khắc        | HC Yugra (KHL)                |
| 79 | F      | Tomáš Zohorna   | 1,85 m (6 ft 1 in)  | 95 kg (209 lb)  | 3 tháng 1 năm 1988   | Chotěboř, Tiệp Khắc         | Amur Khabarovsk (KHL)         |
| 82 | F      | Michal Vondrka  | 1,85 m (6 ft 1 in)  | 90 kg (200 lb)  | 17 tháng 5 năm 1982  | České Budějovice, Tiệp Khắc | Piráti Chomutov (ELH)         |
| 84 | D      | Tomáš Kundrátek | 1,88 m (6 ft 2 in)  | 94 kg (207 lb)  | 26 tháng 12 năm 1989 | Přerov, Tiệp Khắc           | Torpedo Nizhny Novgorod (KHL) |
| 86 | F      | Tomáš Mertl     | 1,75 m (5 ft 9 in)  | 82 kg (181 lb)  | 11 tháng 3 năm 1986  | České Budějovice, Tiệp Khắc | HC Plzeň (ELH)                |
| 87 | D      | Jakub Nakládal  | 1,87 m (6 ft 2 in)  | 90 kg (200 lb)  | 30 tháng 12 năm 1987 | Pardubice, Tiệp Khắc        | Lokomotiv Yaroslavl (KHL)     |
| 91 | F      | Martin Erat – C | 1,79 m (5 ft 10 in) | 90 kg (200 lb)  | 29 tháng 8 năm 1981  | Třebíč, Tiệp Khắc           | HC Kometa Brno (ELH)          |

### Hàn Quốc
Dưới đây là đội hình Hàn Quốc tham dự giải khúc côn cầu trên băng nam tại Thế vận hội Mùa đông 2018. 
Huấn luyện viên trưởng:  Jim Paek     Trợ lý huấn luyện viên:  Kim Woo-jae,  Son Ho-seung,  Richard Park
| Số | Vị trí | Tên                | Chiều cao           | Cân nặng        | Ngày sinh            | Nơi sinh                      | Câu lạc bộ                    |
| -- | ------ | ------------------ | ------------------- | --------------- | -------------------- | ----------------------------- | ----------------------------- |
| 1  | G      | Matt Dalton        | 1,87 m (6 ft 2 in)  | 89 kg (196 lb)  | 4 tháng 7 năm 1986   | Clinton, Ontario, Canada      | Anyang Halla (ALIH)           |
| 2  | D      | Cho Hyung-gon      | 1,81 m (5 ft 11 in) | 95 kg (209 lb)  | 23 tháng 6 năm 1990  | Uijeongbu                     | Sangmu                        |
| 3  | D      | Seo Yeong-jun      | 1,83 m (6 ft 0 in)  | 80 kg (180 lb)  | 8 tháng 3 năm 1995   | Seoul                         | Daemyung Killer Whales (ALIH) |
| 5  | D      | Bryan Young        | 1,86 m (6 ft 1 in)  | 88 kg (194 lb)  | 6 tháng 8 năm 1986   | Ennismore, Ontario, Canada    | Daemyung Killer Whales (ALIH) |
| 6  | D      | Kim Won-jun        | 1,78 m (5 ft 10 in) | 81 kg (179 lb)  | 4 tháng 5 năm 1991   | Seoul                         | Anyang Halla (ALIH)           |
| 7  | D      | Oh Hyon-ho         | 1,75 m (5 ft 9 in)  | 77 kg (170 lb)  | 29 tháng 10 năm 1986 | Seoul                         | Daemyung Killer Whales (ALIH) |
| 8  | F      | Kim Won-jung – A   | 1,82 m (6 ft 0 in)  | 82 kg (181 lb)  | 18 tháng 12 năm 1984 | Seoul                         | Anyang Halla (ALIH)           |
| 9  | F      | Jeon Jung-woo      | 1,75 m (5 ft 9 in)  | 75 kg (165 lb)  | 27 tháng 5 năm 1994  | Hàn Quốc                      | Sangmu                        |
| 10 | F      | Michael Swift      | 1,78 m (5 ft 10 in) | 80 kg (180 lb)  | 26 tháng 3 năm 1987  | Peterborough, Ontario, Canada | High1 (ALIH)                  |
| 11 | F      | Kim Ki-sung        | 1,78 m (5 ft 10 in) | 83 kg (183 lb)  | 14 tháng 5 năm 1985  | Seoul                         | Anyang Halla (ALIH)           |
| 13 | F      | Lee Young-jun      | 1,84 m (6 ft 0 in)  | 75 kg (165 lb)  | 3 tháng 1 năm 1991   | Hàn Quốc                      | Daemyung Killer Whales (ALIH) |
| 19 | F      | Kim Sang-wook      | 1,80 m (5 ft 11 in) | 85 kg (187 lb)  | 21 tháng 4 năm 1988  | Seoul                         | Anyang Halla (ALIH)           |
| 22 | F      | Mike Testwuide – A | 1,96 m (6 ft 5 in)  | 95 kg (209 lb)  | 5 tháng 2 năm 1987   | Vail, Colorado, Hoa Kỳ        | High1 (ALIH)                  |
| 23 | D      | Eric Regan         | 1,88 m (6 ft 2 in)  | 95 kg (209 lb)  | 20 tháng 5 năm 1988  | Whitby, Ontario, Canada       | Anyang Halla (ALIH)           |
| 25 | F      | Brock Radunske     | 1,96 m (6 ft 5 in)  | 95 kg (209 lb)  | 5 tháng 4 năm 1983   | Kitchener, Ontario, Canada    | Anyang Halla (ALIH)           |
| 27 | F      | Ahn Jin-hui        | 1,81 m (5 ft 11 in) | 84 kg (185 lb)  | 6 tháng 3 năm 1991   | Seoul                         | Sangmu                        |
| 36 | F      | Park Woo-sang – C  | 1,92 m (6 ft 4 in)  | 88 kg (194 lb)  | 30 tháng 5 năm 1985  | Seoul                         | Anyang Halla (ALIH)           |
| 41 | G      | Park Kye-hoon      | 1,84 m (6 ft 0 in)  | 83 kg (183 lb)  | 9 tháng 2 năm 1992   | Gyeongsang                    | Sangmu                        |
| 44 | D      | Alex Plante – A    | 1,98 m (6 ft 6 in)  | 104 kg (229 lb) | 9 tháng 5 năm 1989   | Brandon, Manitoba, Canada     | Anyang Halla (ALIH)           |
| 47 | F      | Shin Sang-hoon     | 1,71 m (5 ft 7 in)  | 76 kg (168 lb)  | 1 tháng 8 năm 1993   | Seoul                         | Sangmu                        |
| 50 | G      | Park Sung-je       | 1,73 m (5 ft 8 in)  | 82 kg (181 lb)  | 3 tháng 8 năm 1988   | Seoul                         | High1 (ALIH)                  |
| 61 | D      | Lee Don-ku         | 1,80 m (5 ft 11 in) | 88 kg (194 lb)  | 7 tháng 2 năm 1988   | Seoul                         | Anyang Halla (ALIH)           |
| 63 | F      | Park Jin-kyu       | 1,75 m (5 ft 9 in)  | 83 kg (183 lb)  | 18 tháng 12 năm 1991 | Hàn Quốc                      | Sangmu                        |
| 87 | F      | Cho Min-ho – A     | 1,75 m (5 ft 9 in)  | 83 kg (183 lb)  | 4 tháng 1 năm 1987   | Seoul                         | Anyang Halla (ALIH)           |
| 96 | F      | Shin Sang-woo      | 1,75 m (5 ft 9 in)  | 83 kg (183 lb)  | 12 tháng 12 năm 1987 | Seoul                         | Anyang Halla (ALIH)           |

### Thụy Sĩ
Dưới đây là đội hình Thụy Sĩ tham dự giải khúc côn cầu trên băng nam tại Thế vận hội Mùa đông 2018. 
Huấn luyện viên trưởng:  Patrick Fischer     Trợ lý huấn luyện viên:  Christian Wohlwend,  Tommy Albelin
| Số | Vị trí | Tên                 | Chiều cao           | Cân nặng       | Ngày sinh            | Nơi sinh          | Câu lạc bộ              |
| -- | ------ | ------------------- | ------------------- | -------------- | -------------------- | ----------------- | ----------------------- |
| 1  | G      | Jonas Hiller        | 1,87 m (6 ft 2 in)  | 87 kg (192 lb) | 12 tháng 2 năm 1982  | Felben-Wellhausen | EHC Biel (NL)           |
| 4  | D      | Patrick Geering     | 1,78 m (5 ft 10 in) | 87 kg (192 lb) | 12 tháng 2 năm 1990  | Zürich            | ZSC Lions (NL)          |
| 8  | F      | Vincent Praplan     | 1,81 m (5 ft 11 in) | 84 kg (185 lb) | 10 tháng 6 năm 1994  | Sierre            | EHC Kloten (NL)         |
| 9  | F      | Thomas Rüfenacht    | 1,80 m (5 ft 11 in) | 85 kg (187 lb) | 22 tháng 2 năm 1985  | Meggen            | SC Bern (NL)            |
| 10 | F      | Andres Ambühl – A   | 1,76 m (5 ft 9 in)  | 85 kg (187 lb) | 14 tháng 9 năm 1983  | Davos             | HC Davos (NL)           |
| 13 | D      | Félicien Du Bois    | 1,87 m (6 ft 2 in)  | 85 kg (187 lb) | 18 tháng 10 năm 1983 | Neuchâtel         | HC Davos (NL)           |
| 15 | F      | Grégory Hofmann     | 1,84 m (6 ft 0 in)  | 90 kg (200 lb) | 13 tháng 11 năm 1992 | Biel              | HC Lugano (NL)          |
| 16 | D      | Raphael Diaz        | 1,81 m (5 ft 11 in) | 88 kg (194 lb) | 9 tháng 1 năm 1986   | Baar              | EV Zug (NL)             |
| 19 | F      | Reto Schäppi        | 1,94 m (6 ft 4 in)  | 98 kg (216 lb) | 27 tháng 1 năm 1991  | Horgen            | ZSC Lions (NL)          |
| 23 | F      | Simon Bodenmann     | 1,78 m (5 ft 10 in) | 83 kg (183 lb) | 2 tháng 3 năm 1988   | Urnäsch           | SC Bern (NL)            |
| 27 | D      | Dominik Schlumpf    | 1,82 m (6 ft 0 in)  | 79 kg (174 lb) | 3 tháng 3 năm 1991   | Mönchaltorf       | EV Zug (NL)             |
| 44 | F      | Pius Suter          | 1,80 m (5 ft 11 in) | 80 kg (180 lb) | 24 tháng 5 năm 1996  | Zürich            | ZSC Lions (NL)          |
| 52 | G      | Tobias Stephan      | 1,91 m (6 ft 3 in)  | 87 kg (192 lb) | 21 tháng 1 năm 1984  | Zürich            | EV Zug (NL)             |
| 54 | D      | Philippe Furrer – C | 1,86 m (6 ft 1 in)  | 92 kg (203 lb) | 16 tháng 6 năm 1985  | Bern              | HC Lugano (NL)          |
| 55 | D      | Romain Loeffel      | 1,78 m (5 ft 10 in) | 84 kg (185 lb) | 10 tháng 3 năm 1991  | La Chaux-de-Fonds | Genève-Servette HC (NL) |
| 58 | D      | Eric Blum           | 1,78 m (5 ft 10 in) | 82 kg (181 lb) | 13 tháng 6 năm 1986  | Pfaffnau          | SC Bern (NL)            |
| 60 | F      | Tristan Scherwey    | 1,76 m (5 ft 9 in)  | 85 kg (187 lb) | 7 tháng 5 năm 1991   | Wünnewil-Flamatt  | SC Bern (NL)            |
| 61 | F      | Fabrice Herzog      | 1,89 m (6 ft 2 in)  | 87 kg (192 lb) | 9 tháng 12 năm 1994  | Frauenfeld        | ZSC Lions (NL)          |
| 63 | G      | Leonardo Genoni     | 1,80 m (5 ft 11 in) | 80 kg (180 lb) | 28 tháng 8 năm 1987  | Semione           | SC Bern (NL)            |
| 65 | D      | Ramon Untersander   | 1,84 m (6 ft 0 in)  | 86 kg (190 lb) | 21 tháng 1 năm 1991  | Alt St. Johann    | SC Bern (NL)            |
| 70 | F      | Denis Hollenstein   | 1,83 m (6 ft 0 in)  | 88 kg (194 lb) | 15 tháng 10 năm 1989 | Zürich            | EHC Kloten (NL)         |
| 71 | F      | Enzo Corvi          | 1,83 m (6 ft 0 in)  | 86 kg (190 lb) | 23 tháng 12 năm 1992 | Chur              | HC Davos (NL)           |
| 82 | F      | Simon Moser – A     | 1,87 m (6 ft 2 in)  | 95 kg (209 lb) | 10 tháng 3 năm 1989  | Bern              | SC Bern (NL)            |
| 89 | F      | Cody Almond         | 1,88 m (6 ft 2 in)  | 99 kg (218 lb) | 24 tháng 7 năm 1989  | Calgary, Canada   | Genève-Servette HC (NL) |
| 92 | F      | Gaëtan Haas         | 1,82 m (6 ft 0 in)  | 83 kg (183 lb) | 31 tháng 1 năm 1992  | Bonfol            | SC Bern (NL)            |

## Bảng B

### Hoa Kỳ
Dưới đây là đội hình Hoa Kỳ tham dự giải khúc côn cầu trên băng nam tại Thế vận hội Mùa đông 2018. 
Huấn luyện viên trưởng:  Tony Granato      Trợ lý huấn luyện viên:  Keith Allain,  Chris Chelios,  Scott Young
| Số | Vị trí | Tên               | Chiều cao           | Cân nặng        | Ngày sinh            | Nơi sinh                   | Câu lạc bộ                         |
| -- | ------ | ----------------- | ------------------- | --------------- | -------------------- | -------------------------- | ---------------------------------- |
| 4  | D      | Chad Billins      | 5 ft 8 in (173 cm)  | 174 lb (79 kg)  | 26 tháng 5 năm 1989  | Marysville, Michigan       | Linköpings HC (SHL)                |
| 5  | D      | Noah Welch – A    | 6 ft 4 in (193 cm)  | 220 lb (100 kg) | 26 tháng 8 năm 1982  | Brighton, Massachusetts    | Växjö Lakers (SHL)                 |
| 7  | F      | John McCarthy     | 6 ft 1 in (185 cm)  | 194 lb (88 kg)  | 9 tháng 8 năm 1986   | Boston                     | San Jose Barracuda (AHL)           |
| 9  | F      | Brian O'Neill     | 5 ft 9 in (175 cm)  | 172 lb (78 kg)  | 1 tháng 6 năm 1988   | Yardley, Pennsylvania      | Jokerit (KHL)                      |
| 11 | F      | Garrett Roe       | 5 ft 8 in (173 cm)  | 181 lb (82 kg)  | 22 tháng 2 năm 1988  | Vienna, Virginia           | EV Zug (NL)                        |
| 12 | F      | Brian Gionta – C  | 5 ft 7 in (170 cm)  | 179 lb (81 kg)  | 18 tháng 1 năm 1979  | Rochester, New York        | Free agent                         |
| 13 | D      | Ryan Gunderson    | 5 ft 10 in (178 cm) | 174 lb (79 kg)  | 16 tháng 8 năm 1985  | Bensalem, Pennsylvania     | Brynäs IF (SHL)                    |
| 14 | F      | Broc Little       | 5 ft 9 in (175 cm)  | 170 lb (77 kg)  | 24 tháng 3 năm 1988  | Phoenix, Arizona           | HC Davos (NL)                      |
| 15 | F      | Bobby Butler      | 6 ft 0 in (183 cm)  | 190 lb (86 kg)  | 26 tháng 4 năm 1987  | Marlborough, Massachusetts | Milwaukee Admirals (AHL)           |
| 16 | F      | Ryan Donato       | 6 ft 0 in (183 cm)  | 192 lb (87 kg)  | 9 tháng 4 năm 1996   | Scituate, Massachusetts    | Đại học Harvard (ECAC)             |
| 17 | F      | Chris Bourque     | 5 ft 8 in (173 cm)  | 174 lb (79 kg)  | 29 tháng 1 năm 1986  | Boston                     | Hershey Bears (AHL)                |
| 18 | F      | Jordan Greenway   | 6 ft 6 in (198 cm)  | 227 lb (103 kg) | 16 tháng 2 năm 1997  | Canton, New York           | Đại học Boston (HE)                |
| 19 | F      | Jim Slater        | 6 ft 0 in (183 cm)  | 190 lb (86 kg)  | 9 tháng 12 năm 1982  | Lapeer, Michigan           | HC Fribourg-Gottéron (NL)          |
| 20 | D      | Will Borgen       | 6 ft 2 in (188 cm)  | 187 lb (85 kg)  | 19 tháng 12 năm 1996 | Moorhead, Minnesota        | Đại học Tiểu bang St. Cloud (NCHC) |
| 21 | D      | James Wisniewski  | 5 ft 11 in (180 cm) | 203 lb (92 kg)  | 21 tháng 2 năm 1984  | Canton, Michigan           | Kassel Huskies (DEL2)              |
| 22 | D      | Bobby Sanguinetti | 6 ft 3 in (191 cm)  | 190 lb (86 kg)  | 29 tháng 2 năm 1988  | Trenton, New Jersey        | HC Lugano (NL)                     |
| 23 | F      | Troy Terry        | 6 ft 1 in (185 cm)  | 174 lb (79 kg)  | 10 tháng 9 năm 1997  | Highlands Ranch, Colorado  | Đại học Denver (NCHC)              |
| 24 | D      | Jonathon Blum     | 6 ft 1 in (185 cm)  | 187 lb (85 kg)  | 30 tháng 1 năm 1989  | Long Beach, California     | HC Sochi (KHL)                     |
| 26 | F      | Mark Arcobello    | 5 ft 8 in (173 cm)  | 174 lb (79 kg)  | 12 tháng 8 năm 1988  | Milford, Connecticut       | SC Bern (NL)                       |
| 30 | G      | Ryan Zapolski     | 6 ft 0 in (183 cm)  | 203 lb (92 kg)  | 11 tháng 11 năm 1986 | Erie, Pennsylvania         | Jokerit (KHL)                      |
| 31 | G      | Brandon Maxwell   | 6 ft 1 in (185 cm)  | 196 lb (89 kg)  | 22 tháng 3 năm 1991  | Winter Park, Florida       | BK Mladá Boleslav (ELH)            |
| 35 | G      | David Leggio      | 6 ft 0 in (183 cm)  | 185 lb (84 kg)  | 31 tháng 7 năm 1984  | Williamsville, New York    | EHC Red Bull München (DEL)         |
| 42 | F      | Chad Kolarik      | 5 ft 11 in (180 cm) | 183 lb (83 kg)  | 26 tháng 1 năm 1986  | Abington, Pennsylvania     | Adler Mannheim (DEL)               |
| 94 | F      | Ryan Stoa         | 6 ft 3 in (191 cm)  | 212 lb (96 kg)  | 13 tháng 4 năm 1987  | Bloomington, Minnesota     | HK Spartak Moskva (KHL)            |
| 97 | D      | Matt Gilroy – A   | 6 ft 2 in (188 cm)  | 203 lb (92 kg)  | 30 tháng 7 năm 1984  | North Bellmore, New York   | Jokerit (KHL)                      |

### Slovakia
Dưới đây là đội hình Slovakia tham dự giải khúc côn cầu trên băng nam tại Thế vận hội Mùa đông 2018. 
Huấn luyện viên trưởng:  Craig Ramsay     Trợ lý huấn luyện viên:  Ján Lašák,  Vladimír Országh
| Số | Vị trí | Tên                | Chiều cao           | Cân nặng        | Ngày sinh            | Nơi sinh                     | Câu lạc bộ                       |
| -- | ------ | ------------------ | ------------------- | --------------- | -------------------- | ---------------------------- | -------------------------------- |
| 6  | F      | Lukáš Cingeľ       | 1,87 m (6 ft 2 in)  | 91 kg (201 lb)  | 10 tháng 6 năm 1992  | Žilina, Tiệp Khắc            | HK Hradec Králové (ELH)          |
| 7  | D      | Ivan Baranka       | 1,88 m (6 ft 2 in)  | 91 kg (201 lb)  | 19 tháng 5 năm 1985  | Ilava, Tiệp Khắc             | HC Vítkovice Ridera (ELH)        |
| 13 | F      | Michal Krištof     | 1,76 m (5 ft 9 in)  | 74 kg (163 lb)  | 11 tháng 10 năm 1993 | Nitra                        | HK Nitra (SVK)                   |
| 14 | D      | Peter Čerešňák     | 1,91 m (6 ft 3 in)  | 97 kg (214 lb)  | 26 tháng 1 năm 1993  | Trenčín                      | HC Škoda Plzeň (ELH)             |
| 16 | D      | Juraj Valach       | 2,02 m (6 ft 8 in)  | 101 kg (223 lb) | 1 tháng 2 năm 1989   | Topoľčany, Tiệp Khắc         | Piráti Chomutov (ELH)            |
| 17 | F      | Miloš Bubela       | 1,88 m (6 ft 2 in)  | 88 kg (194 lb)  | 25 tháng 8 năm 1992  | Banská Bystrica, Tiệp Khắc   | HC '05 Banská Bystrica (SVK)     |
| 18 | F      | Andrej Kudrna      | 1,89 m (6 ft 2 in)  | 97 kg (214 lb)  | 11 tháng 5 năm 1991  | Nové Zámky, Tiệp Khắc        | HC Sparta Praha (ELH)            |
| 19 | D      | Tomáš Starosta     | 1,81 m (5 ft 11 in) | 91 kg (201 lb)  | 20 tháng 5 năm 1981  | Trenčín, Tiệp Khắc           | HK Dukla Trenčín (SVK)           |
| 25 | F      | Marek Hovorka      | 1,78 m (5 ft 10 in) | 84 kg (185 lb)  | 8 tháng 10 năm 1984  | Dubnica nad Váhom, Tiệp Khắc | HC Košice (SVK)                  |
| 26 | D      | Juraj Mikuš        | 1,94 m (6 ft 4 in)  | 97 kg (214 lb)  | 30 tháng 11 năm 1988 | Trenčín, Tiệp Khắc           | HC Sparta Praha (ELH)            |
| 27 | F      | Ladislav Nagy – A  | 1,79 m (5 ft 10 in) | 86 kg (190 lb)  | 1 tháng 6 năm 1979   | Šaca, Tiệp Khắc              | HC Košice (SVK)                  |
| 33 | G      | Patrik Rybár       | 1,90 m (6 ft 3 in)  | 83 kg (183 lb)  | 9 tháng 11 năm 1993  | Skalica                      | HK Hradec Králové (ELH)          |
| 42 | G      | Branislav Konrád   | 1,88 m (6 ft 2 in)  | 90 kg (200 lb)  | 10 tháng 10 năm 1987 | Nitra, Tiệp Khắc             | HC Olomouc (ELH)                 |
| 43 | F      | Tomáš Surový – C   | 1,84 m (6 ft 0 in)  | 96 kg (212 lb)  | 24 tháng 9 năm 1981  | Banská Bystrica, Tiệp Khắc   | HC '05 Banská Bystrica (SVK)     |
| 50 | G      | Ján Laco           | 1,85 m (6 ft 1 in)  | 95 kg (209 lb)  | 1 tháng 12 năm 1981  | Liptovský Mikuláš, Tiệp Khắc | HC Sparta Praha (ELH)            |
| 51 | D      | Dominik Graňák – A | 1,82 m (6 ft 0 in)  | 83 kg (183 lb)  | 11 tháng 6 năm 1983  | Havířov, Tiệp Khắc           | HK Hradec Králové (ELH)          |
| 56 | D      | Michal Čajkovský   | 1,92 m (6 ft 4 in)  | 107 kg (236 lb) | 6 tháng 5 năm 1992   | Skalica, Tiệp Khắc           | Avtomobilist Yekaterinburg (KHL) |
| 63 | F      | Patrik Lamper      | 1,84 m (6 ft 0 in)  | 86 kg (190 lb)  | 10 tháng 3 năm 1993  | Banská Bystrica              | HC '05 Banská Bystrica (SVK)     |
| 65 | F      | Tomáš Marcinko     | 1,94 m (6 ft 4 in)  | 96 kg (212 lb)  | 11 tháng 4 năm 1988  | Poprad, Tiệp Khắc            | HC Oceláři Třinec (ELH)          |
| 67 | F      | Matej Paulovič     | 1,90 m (6 ft 3 in)  | 90 kg (200 lb)  | 13 tháng 1 năm 1995  | Topoľčany                    | HK Nitra (SVK)                   |
| 71 | D      | Marek Ďaloga       | 1,93 m (6 ft 4 in)  | 88 kg (194 lb)  | 10 tháng 3 năm 1989  | Zvolen, Tiệp Khắc            | HC Sparta Praha (ELH)            |
| 83 | F      | Martin Bakoš       | 1,88 m (6 ft 2 in)  | 93 kg (205 lb)  | 18 tháng 4 năm 1990  | Spišská Nová Ves, Tiệp Khắc  | HC Bílí Tygři Liberec (ELH)      |
| 85 | F      | Peter Ölvecký      | 1,88 m (6 ft 2 in)  | 94 kg (207 lb)  | 11 tháng 10 năm 1985 | Nové Zámky, Tiệp Khắc        | HK Dukla Trenčín (SVK)           |
| 87 | F      | Marcel Haščák      | 1,82 m (6 ft 0 in)  | 95 kg (209 lb)  | 3 tháng 2 năm 1987   | Poprad, Tiệp Khắc            | HC Kometa Brno (ELH)             |
| 91 | F      | Matúš Sukeľ        | 1,76 m (5 ft 9 in)  | 77 kg (170 lb)  | 23 tháng 1 năm 1996  | Liptovský Mikuláš            | MHk 32 Liptovský Mikuláš (SVK)   |

### Slovenia
Dưới đây là đội hình Slovenia tham dự giải khúc côn cầu trên băng nam tại Thế vận hội Mùa đông 2018. 
Huấn luyện viên trưởng:  Kari Savolainen      Trợ lý huấn luyện viên:  Nik Zupančič,  Edo Terglav
| Số | Vị trí | Tên                 | Chiều cao           | Cân nặng       | Ngày sinh            | Nơi sinh                    | Câu lạc bộ                          |
| -- | ------ | ------------------- | ------------------- | -------------- | -------------------- | --------------------------- | ----------------------------------- |
| 8  | F      | Žiga Jeglič         | 1,85 m (6 ft 1 in)  | 80 kg (180 lb) | 24 tháng 2 năm 1988  | Kranj, Slovenia, Nam Tư     | Neftekhimik Nizhnekamsk (KHL)       |
| 12 | F      | David Rodman        | 1,85 m (6 ft 1 in)  | 83 kg (183 lb) | 10 tháng 9 năm 1983  | Jesenice, Slovenia, Nam Tư  | Brûleurs de Loups (Ligue Magnus)    |
| 14 | D      | Matic Podlipnik     | 1,81 m (5 ft 11 in) | 85 kg (187 lb) | 9 tháng 8 năm 1992   | Jesenice                    | Energie Karlovy Vary (WSM Liga)     |
| 15 | D      | Blaž Gregorc        | 1,90 m (6 ft 3 in)  | 94 kg (207 lb) | 18 tháng 1 năm 1990  | Jesenice, Slovenia, Nam Tư  | Mountfield HK (ELH)                 |
| 16 | F      | Aleš Mušič          | 1,76 m (5 ft 9 in)  | 83 kg (183 lb) | 28 tháng 6 năm 1982  | Ljubljana, Slovenia, Nam Tư | Alba Volán Székesfehérvár (EBEL)    |
| 17 | D      | Žiga Pavlin         | 1,93 m (6 ft 4 in)  | 95 kg (209 lb) | 30 tháng 4 năm 1985  | Kranj, Slovenia, Nam Tư     | Motor České Budějovice (WSM Liga)   |
| 18 | F      | Ken Ograjenšek      | 1,75 m (5 ft 9 in)  | 82 kg (181 lb) | 30 tháng 8 năm 1991  | Celje                       | Graz 99ers (EBEL)                   |
| 19 | F      | Žiga Pance          | 1,85 m (6 ft 1 in)  | 92 kg (203 lb) | 1 tháng 1 năm 1989   | Ljubljana, Slovenia, Nam Tư | Dornbirner EC (EBEL)                |
| 22 | F      | Marcel Rodman       | 1,86 m (6 ft 1 in)  | 85 kg (187 lb) | 25 tháng 9 năm 1981  | Jesenice, Slovenia, Nam Tư  | EC Bad Tolz (Oberliga)              |
| 23 | D      | Luka Vidmar         | 1,85 m (6 ft 1 in)  | 90 kg (200 lb) | 17 tháng 5 năm 1986  | Ljubljana, Slovenia, Nam Tư | Alba Volán Székesfehérvár (EBEL)    |
| 24 | F      | Rok Tičar – A       | 1,80 m (5 ft 11 in) | 83 kg (183 lb) | 3 tháng 5 năm 1989   | Jesenice, Slovenia, Nam Tư  | Sibir Novosibirsk (KHL)             |
| 26 | F      | Jan Urbas           | 1,92 m (6 ft 4 in)  | 98 kg (216 lb) | 26 tháng 1 năm 1989  | Ljubljana, Slovenia, Nam Tư | Fischtown Pinguins (DEL)            |
| 28 | D      | Aleš Kranjc         | 1,81 m (5 ft 11 in) | 92 kg (203 lb) | 29 tháng 7 năm 1983  | Jesenice, Slovenia, Nam Tư  | ETC Crimmitschau (DEL2)             |
| 32 | G      | Gašper Krošelj      | 1,88 m (6 ft 2 in)  | 88 kg (194 lb) | 9 tháng 2 năm 1987   | Ljubljana, Slovenia, Nam Tư | Rødovre Mighty Bulls (Metal Ligaen) |
| 39 | F      | Jan Muršak – C      | 1,80 m (5 ft 11 in) | 84 kg (185 lb) | 20 tháng 1 năm 1988  | Maribor, Slovenia, Nam Tư   | Frolunda HC (SHL)                   |
| 40 | G      | Luka Gračnar        | 1,78 m (5 ft 10 in) | 83 kg (183 lb) | 31 tháng 10 năm 1993 | Jesenice                    | EC Red Bull Salzburg (EBEL)         |
| 51 | D      | Mitja Robar – A     | 1,76 m (5 ft 9 in)  | 85 kg (187 lb) | 4 tháng 1 năm 1983   | Maribor, Slovenia, Nam Tư   | EC KAC (EBEL)                       |
| 55 | F      | Robert Sabolič      | 1,83 m (6 ft 0 in)  | 90 kg (200 lb) | 18 tháng 9 năm 1988  | Jesenice, Slovenia, Nam Tư  | Torpedo Nizhni Novgorod (KHL)       |
| 61 | D      | Jurij Repe          | 1,88 m (6 ft 2 in)  | 88 kg (194 lb) | 17 tháng 9 năm 1994  | Kranj                       | Rytiri Kladno (WSM Liga)            |
| 69 | G      | Matija Pintarič     | 1,81 m (5 ft 11 in) | 83 kg (183 lb) | 11 tháng 8 năm 1989  | Maribor, Slovenia, Nam Tư   | Rouen Dragons (Ligue Magnus)        |
| 71 | F      | Boštjan Goličič     | 1,83 m (6 ft 0 in)  | 89 kg (196 lb) | 12 tháng 6 năm 1989  | Kranj, Slovenia, Nam Tư     | Brûleurs de Loups (Ligue Magnus)    |
| 84 | F      | Andrej Hebar        | 1,80 m (5 ft 11 in) | 83 kg (183 lb) | 7 tháng 9 năm 1984   | Ljubljana, Slovenia, Nam Tư | Olimpija (AlpsHL)                   |
| 86 | D      | Sabahudin Kovačević | 1,90 m (6 ft 3 in)  | 95 kg (209 lb) | 26 tháng 2 năm 1986  | Jesenice, Slovenia, Nam Tư  | Energie Karlovy Vary (WSM Liga)     |
| 91 | F      | Miha Verlič         | 1,94 m (6 ft 4 in)  | 85 kg (187 lb) | 21 tháng 8 năm 1991  | Maribor                     | EC VSV (EBEL)                       |
| 92 | F      | Anže Kuralt         | 1,73 m (5 ft 8 in)  | 85 kg (187 lb) | 31 tháng 10 năm 1991 | Kranj                       | Gothiques d'Amiens (Ligue Magnus)   |

### Vận động viên Olympic từ Nga
Dưới đây là đội hình Nga tham dự giải khúc côn cầu trên băng nam tại Thế vận hội Mùa đông 2018. 
Huấn luyện viên trưởng:  Oleg Znarok     Trợ lý huấn luyện viên:  Harijs Vītoliņš,  Rashit Davydov,  Igor Nikitin,  Alexei Zhamnov
| Số | Vị trí | Tên                 | Chiều cao           | Cân nặng        | Ngày sinh            | Nơi sinh                      | Câu lạc bộ                   |
| -- | ------ | ------------------- | ------------------- | --------------- | -------------------- | ----------------------------- | ---------------------------- |
| 2  | D      | Artyom Zub          | 1,88 m (6 ft 2 in)  | 90 kg (198 lb)  | 3 tháng 10 năm 1995  | Khabarovsk                    | SKA Sankt-Peterburg (KHL)    |
| 4  | D      | Vladislav Gavrikov  | 1,90 m (6 ft 3 in)  | 97 kg (214 lb)  | 21 tháng 11 năm 1995 | Yaroslavl                     | SKA Sankt-Peterburg (KHL)    |
| 7  | F      | Ivan Telegin        | 1,93 m (6 ft 4 in)  | 90 kg (198 lb)  | 28 tháng 2 năm 1992  | Novokuznetsk                  | HK CSKA Moskva (KHL)         |
| 10 | F      | Sergei Mozyakin     | 1,80 m (5 ft 11 in) | 84 kg (185 lb)  | 30 tháng 3 năm 1981  | Yaroslavl, Liên Xô            | Metallurg Magnitogorsk (KHL) |
| 11 | F      | Sergei Andronov – A | 1,89 m (6 ft 2 in)  | 96 kg (212 lb)  | 19 tháng 7 năm 1989  | Penza, Liên Xô                | HK CSKA Moskva (KHL)         |
| 13 | F      | Pavel Datsyuk – C   | 1,82 m (6 ft 0 in)  | 86 kg (190 lb)  | 20 tháng 7 năm 1978  | Yekaterinburg, Liên Xô        | SKA Sankt-Peterburg (KHL)    |
| 21 | F      | Sergey Kalinin      | 1,90 m (6 ft 3 in)  | 86 kg (190 lb)  | 17 tháng 3 năm 1991  | Omsk, Liên Xô                 | SKA Sankt-Peterburg (KHL)    |
| 25 | F      | Mikhail Grigorenko  | 1,91 m (6 ft 3 in)  | 91 kg (201 lb)  | 16 tháng 5 năm 1994  | Khabarovsk                    | HK CSKA Moskva (KHL)         |
| 26 | D      | Vyacheslav Voynov   | 1,82 m (6 ft 0 in)  | 91 kg (201 lb)  | 15 tháng 1 năm 1990  | Chelyabinsk, Liên Xô          | SKA Sankt-Peterburg (KHL)    |
| 28 | D      | Andrei Zubarev      | 1,85 m (6 ft 1 in)  | 101 kg (223 lb) | 3 tháng 3 năm 1987   | Ufa, Liên Xô                  | SKA Sankt-Peterburg (KHL)    |
| 29 | F      | Ilya Kablukov       | 1,89 m (6 ft 2 in)  | 88 kg (194 lb)  | 18 tháng 1 năm 1988  | Moskva, Liên Xô               | SKA Sankt-Peterburg (KHL)    |
| 30 | G      | Igor Shestyorkin    | 1,86 m (6 ft 1 in)  | 86 kg (190 lb)  | 30 tháng 12 năm 1995 | Moskva                        | SKA Sankt-Peterburg (KHL)    |
| 31 | G      | Ilya Sorokin        | 1,88 m (6 ft 2 in)  | 80 kg (176 lb)  | 4 tháng 8 năm 1995   | Mezhdurechensk, tỉnh Kemerovo | HK CSKA Moskva (KHL)         |
| 44 | D      | Egor Yakovlev       | 1,82 m (6 ft 0 in)  | 87 kg (192 lb)  | 17 tháng 9 năm 1991  | Magnitogorsk, Liên Xô         | SKA Sankt-Peterburg (KHL)    |
| 52 | F      | Sergei Shirokov     | 1,79 m (5 ft 10 in) | 89 kg (196 lb)  | 10 tháng 3 năm 1986  | Moskva, Liên Xô               | SKA Sankt-Peterburg (KHL)    |
| 53 | D      | Alexey Marchenko    | 1,88 m (6 ft 2 in)  | 96 kg (212 lb)  | 2 tháng 1 năm 1992   | Moskva                        | HK CSKA Moskva (KHL)         |
| 55 | D      | Bogdan Kiselevich   | 1,84 m (6 ft 0 in)  | 94 kg (207 lb)  | 14 tháng 2 năm 1990  | Cherepovets, Liên Xô          | HK CSKA Moskva (KHL)         |
| 71 | F      | Ilya Kovalchuk – A  | 1,90 m (6 ft 3 in)  | 103 kg (227 lb) | 15 tháng 4 năm 1983  | Tver, Liên Xô                 | SKA Sankt-Peterburg (KHL)    |
| 74 | F      | Nikolai Prokhorkin  | 1,89 m (6 ft 2 in)  | 91 kg (201 lb)  | 17 tháng 9 năm 1993  | Chelyabinsk                   | SKA Sankt-Peterburg (KHL)    |
| 77 | F      | Kirill Kaprizov     | 1,78 m (5 ft 10 in) | 87 kg (192 lb)  | 26 tháng 4 năm 1997  | Novokuznetsk                  | HK CSKA Moskva (KHL)         |
| 83 | G      | Vasily Koshechkin   | 2,00 m (6 ft 7 in)  | 110 kg (243 lb) | 27 tháng 3 năm 1983  | Tolyatti, Liên Xô             | Metallurg Magnitogorsk (KHL) |
| 87 | F      | Vadim Shipachyov    | 1,85 m (6 ft 1 in)  | 86 kg (190 lb)  | 12 tháng 3 năm 1987  | Cherepovets, Liên Xô          | SKA Sankt-Peterburg (KHL)    |
| 89 | D      | Nikita Nesterov     | 1,80 m (5 ft 11 in) | 83 kg (183 lb)  | 28 tháng 3 năm 1993  | Chelyabinsk                   | HK CSKA Moskva (KHL)         |
| 94 | F      | Alexander Barabanov | 1,79 m (5 ft 10 in) | 89 kg (196 lb)  | 17 tháng 6 năm 1994  | Sankt-Peterburg               | SKA Sankt-Peterburg (KHL)    |
| 97 | F      | Nikita Gusev        | 1,80 m (5 ft 11 in) | 82 kg (181 lb)  | 8 tháng 7 năm 1992   | Moskva                        | SKA Sankt-Peterburg (KHL)    |

## Bảng C

### Đức
Dưới đây là đội hình Đức tham dự giải khúc côn cầu trên băng nam tại Thế vận hội Mùa đông 2018. 
Huấn luyện viên trưởng:  Marco Sturm     Trợ lý huấn luyện viên:  Christian Künast,  Matt McIlvane
| Số | Vị trí | Tên                   | Chiều cao           | Cân nặng        | Ngày sinh            | Nơi sinh                           | Câu lạc bộ                   |
| -- | ------ | --------------------- | ------------------- | --------------- | -------------------- | ---------------------------------- | ---------------------------- |
| 7  | D      | Daryl Boyle           | 1,85 m (6 ft 1 in)  | 89 kg (196 lb)  | 24 tháng 2 năm 1987  | Sparwood, British Columbia, Canada | EHC München (DEL)            |
| 10 | D      | Christian Ehrhoff – A | 1,88 m (6 ft 2 in)  | 92 kg (203 lb)  | 6 tháng 7 năm 1982   | Moers, Tây Đức                     | Kölner Haie (DEL)            |
| 12 | F      | Brooks Macek          | 1,81 m (5 ft 11 in) | 92 kg (203 lb)  | 15 tháng 5 năm 1992  | Winnipeg, Canada                   | EHC München (DEL)            |
| 17 | F      | Marcus Kink           | 1,86 m (6 ft 1 in)  | 96 kg (212 lb)  | 13 tháng 1 năm 1985  | Düsseldorf, Tây Đức                | Adler Mannheim (DEL)         |
| 22 | F      | Matthias Plachta      | 1,88 m (6 ft 2 in)  | 100 kg (220 lb) | 16 tháng 5 năm 1991  | Freiburg im Breisgau               | Adler Mannheim (DEL)         |
| 28 | F      | Frank Mauer           | 1,84 m (6 ft 0 in)  | 90 kg (200 lb)  | 12 tháng 4 năm 1988  | Heidelberg, Tây Đức                | EHC München (DEL)            |
| 33 | G      | Danny aus den Birken  | 1,86 m (6 ft 1 in)  | 89 kg (196 lb)  | 15 tháng 2 năm 1985  | Düsseldorf, Tây Đức                | EHC München (DEL)            |
| 36 | D      | Yannic Seidenberg     | 1,71 m (5 ft 7 in)  | 82 kg (181 lb)  | 11 tháng 1 năm 1984  | Villingen-Schwenningen, Tây Đức    | EHC München (DEL)            |
| 37 | F      | Patrick Reimer        | 1,79 m (5 ft 10 in) | 86 kg (190 lb)  | 10 tháng 12 năm 1982 | Mindelheim, Tây Đức                | Thomas Sabo Ice Tigers (DEL) |
| 40 | D      | Björn Krupp           | 1,91 m (6 ft 3 in)  | 95 kg (209 lb)  | 6 tháng 3 năm 1991   | Buffalo, New York, Hoa Kỳ          | Grizzlys Wolfsburg (DEL)     |
| 41 | D      | Jonas Müller          | 1,83 m (6 ft 0 in)  | 88 kg (194 lb)  | 19 tháng 11 năm 1995 | Berlin                             | Eisbären Berlin (DEL)        |
| 42 | F      | Yasin Ehliz           | 1,77 m (5 ft 10 in) | 83 kg (183 lb)  | 30 tháng 12 năm 1992 | Bad Tölz                           | Thomas Sabo Ice Tigers (DEL) |
| 43 | F      | Gerrit Fauser         | 1,82 m (6 ft 0 in)  | 89 kg (196 lb)  | 13 tháng 7 năm 1989  | Nürnberg, Tây Đức                  | Grizzlys Wolfsburg (DEL)     |
| 44 | G      | Dennis Endras         | 1,82 m (6 ft 0 in)  | 80 kg (180 lb)  | 14 tháng 7 năm 1985  | Immenstadt, Tây Đức                | Adler Mannheim (DEL)         |
| 48 | D      | Frank Hördler         | 1,83 m (6 ft 0 in)  | 90 kg (200 lb)  | 26 tháng 1 năm 1985  | Bad Muskau, Cộng hòa Dân chủ Đức   | Eisbären Berlin (DEL)        |
| 50 | F      | Patrick Hager – A     | 1,78 m (5 ft 10 in) | 83 kg (183 lb)  | 8 tháng 9 năm 1988   | Stuttgart, Tây Đức                 | EHC München (DEL)            |
| 51 | G      | Timo Pielmeier        | 1,83 m (6 ft 0 in)  | 82 kg (181 lb)  | 7 tháng 7 năm 1989   | Deggendorf, Tây Đức                | ERC Ingolstadt (DEL)         |
| 55 | F      | Felix Schütz          | 1,81 m (5 ft 11 in) | 89 kg (196 lb)  | 3 tháng 11 năm 1987  | Erding, Tây Đức                    | Kölner Haie (DEL)            |
| 57 | F      | Marcel Goc – C        | 1,85 m (6 ft 1 in)  | 92 kg (203 lb)  | 24 tháng 8 năm 1983  | Calw, Tây Đức                      | Adler Mannheim (DEL)         |
| 72 | F      | Dominik Kahun         | 1,80 m (5 ft 11 in) | 78 kg (172 lb)  | 2 tháng 7 năm 1995   | Planá, Tachov, Cộng hòa Séc        | EHC München (DEL)            |
| 82 | F      | Sinan Akdag           | 1,88 m (6 ft 2 in)  | 89 kg (196 lb)  | 5 tháng 11 năm 1989  | Rosenheim, Tây Đức                 | Adler Mannheim (DEL)         |
| 83 | F      | Leonhard Pföderl      | 1,82 m (6 ft 0 in)  | 87 kg (192 lb)  | 1 tháng 9 năm 1993   | Bad Tölz                           | Thomas Sabo Ice Tigers (DEL) |
| 89 | F      | David Wolf            | 1,91 m (6 ft 3 in)  | 99 kg (218 lb)  | 15 tháng 9 năm 1989  | Düsseldorf, Tây Đức                | Adler Mannheim (DEL)         |
| 91 | D      | Moritz Müller         | 1,87 m (6 ft 2 in)  | 92 kg (203 lb)  | 19 tháng 11 năm 1986 | Frankfurt am Main, Tây Đức         | Kölner Haie (DEL)            |
| 92 | F      | Marcel Noebels        | 1,89 m (6 ft 2 in)  | 87 kg (192 lb)  | 14 tháng 3 năm 1992  | Tönisvorst                         | Eisbären Berlin (DEL)        |

### Na Uy
Dưới đây là đội hình Na Uy tham dự giải khúc côn cầu trên băng nam tại Thế vận hội Mùa đông 2018. 
Huấn luyện viên trưởng:  Petter Thoresen     Trợ lý huấn luyện viên:  Sjur Robert Nilsen
| Số | Vị trí | Tên                    | Chiều cao           | Cân nặng        | Ngày sinh            | Nơi sinh        | Câu lạc bộ                      |
| -- | ------ | ---------------------- | ------------------- | --------------- | -------------------- | --------------- | ------------------------------- |
| 4  | D      | Johannes Johannesen    | 1,81 m (5 ft 11 in) | 87 kg (192 lb)  | 1 tháng 3 năm 1997   | Stavanger       | Stavanger Oilers (GET-ligaen)   |
| 5  | D      | Erlend Lesund          | 1,90 m (6 ft 3 in)  | 93 kg (205 lb)  | 11 tháng 12 năm 1994 | Oslo            | Mora IK (SHL)                   |
| 6  | D      | Jonas Holøs – C        | 1,80 m (5 ft 11 in) | 92 kg (203 lb)  | 27 tháng 8 năm 1987  | Sarpsborg       | HC Fribourg-Gottéron (NL)       |
| 8  | F      | Mathias Trettenes      | 1,80 m (5 ft 11 in) | 82 kg (181 lb)  | 8 tháng 11 năm 1993  | Stavanger       | Stavanger Oilers (GET-ligaen)   |
| 10 | D      | Mattias Nørstebø       | 1,78 m (5 ft 10 in) | 82 kg (181 lb)  | 3 tháng 6 năm 1995   | Trondheim       | Frölunda HC (SHL)               |
| 15 | F      | Tommy Kristiansen      | 1,89 m (6 ft 2 in)  | 100 kg (220 lb) | 26 tháng 5 năm 1989  | Sarpsborg       | Sparta Warriors (GET-ligaen)    |
| 16 | F      | Eirik Salsten          | 1,84 m (6 ft 0 in)  | 87 kg (192 lb)  | 17 tháng 6 năm 1994  | Oslo            | Stavanger Oilers (GET-ligaen)   |
| 17 | D      | Stefan Espeland        | 1,82 m (6 ft 0 in)  | 84 kg (185 lb)  | 24 tháng 3 năm 1989  | Oslo            | Vålerenga Ishockey (GET-ligaen) |
| 20 | F      | Anders Bastiansen      | 1,90 m (6 ft 3 in)  | 95 kg (209 lb)  | 31 tháng 10 năm 1980 | Asker           | Frisk Asker (GET-ligaen)        |
| 21 | F      | Steffen Thoresen       | 1,80 m (5 ft 11 in) | 90 kg (200 lb)  | 3 tháng 6 năm 1985   | Oslo            | Storhamar Ishockey (GET-ligaen) |
| 22 | F      | Martin Røymark         | 1,84 m (6 ft 0 in)  | 87 kg (192 lb)  | 10 tháng 11 năm 1986 | Oslo            | Modo Hockey (HA)                |
| 26 | F      | Kristian Forsberg      | 1,85 m (6 ft 1 in)  | 92 kg (203 lb)  | 5 tháng 5 năm 1986   | Oslo            | Stavanger Oilers (GET-ligaen)   |
| 27 | F      | Ludvig Hoff            | 1,80 m (5 ft 11 in) | 87 kg (192 lb)  | 16 tháng 10 năm 1996 | Oslo            | Đại học North Dakota (NCHC)     |
| 28 | F      | Niklas Roest           | 1,74 m (5 ft 9 in)  | 82 kg (181 lb)  | 3 tháng 8 năm 1986   | Oslo            | Sparta Warriors (GET-ligaen)    |
| 30 | G      | Lars Haugen            | 1,84 m (6 ft 0 in)  | 86 kg (190 lb)  | 19 tháng 3 năm 1987  | Oslo            | Färjestad BK (SHL)              |
| 33 | G      | Henrik Haukeland       | 1,88 m (6 ft 2 in)  | 86 kg (190 lb)  | 6 tháng 12 năm 1994  | Fredrikstad     | Timrå IK (HA)                   |
| 38 | G      | Henrik Holm            | 1,86 m (6 ft 1 in)  | 84 kg (185 lb)  | 6 tháng 9 năm 1990   | Fredrikstad     | Stavanger Oilers (GET-ligaen)   |
| 40 | F      | Ken André Olimb        | 1,78 m (5 ft 10 in) | 80 kg (180 lb)  | 21 tháng 1 năm 1989  | Oslo            | Linköpings HC (SHL)             |
| 41 | F      | Patrick Thoresen – A   | 1,80 m (5 ft 11 in) | 92 kg (203 lb)  | 7 tháng 11 năm 1983  | Oslo            | SKA Saint Petersburg (KHL)      |
| 42 | D      | Henrik Ødegaard        | 1,80 m (5 ft 11 in) | 90 kg (200 lb)  | 12 tháng 2 năm 1988  | Asker           | Frisk Asker (GET-ligaen)        |
| 46 | F      | Mathis Olimb – A       | 1,78 m (5 ft 10 in) | 80 kg (180 lb)  | 1 tháng 2 năm 1986   | Oslo            | Linköpings HC (SHL)             |
| 47 | D      | Alexander Bonsaksen    | 1,80 m (5 ft 11 in) | 85 kg (187 lb)  | 24 tháng 1 năm 1987  | Oslo            | Iserlohn Roosters (DEL)         |
| 51 | F      | Mats Rosseli Olsen     | 1,80 m (5 ft 11 in) | 82 kg (181 lb)  | 29 tháng 4 năm 1991  | Oslo            | Frölunda HC (SHL)               |
| 61 | F      | Aleksander Reichenberg | 1,85 m (6 ft 1 in)  | 81 kg (179 lb)  | 13 tháng 6 năm 1992  | Mora, Thụy Điển | HC Sparta Praha (ELH)           |
| 90 | D      | Daniel Sørvik          | 1,83 m (6 ft 0 in)  | 92 kg (203 lb)  | 11 tháng 3 năm 1990  | Oslo            | HC Litvínov (ELH)               |

### Phần Lan
Dưới đây là đội hình Phần Lan tham dự giải khúc côn cầu trên băng nam tại Thế vận hội Mùa đông 2018. 
Huấn luyện viên trưởng:  Lauri Marjamäki     Trợ lý huấn luyện viên:  Ari Hilli,  Mikko Manner,  Jussi Tapola
| Số | Vị trí | Tên                   | Chiều cao           | Cân nặng        | Ngày sinh            | Nơi sinh    | Câu lạc bộ                   |
| -- | ------ | --------------------- | ------------------- | --------------- | -------------------- | ----------- | ---------------------------- |
| 2  | D      | Mikko Lehtonen        | 1,83 m (6 ft 0 in)  | 88 kg (194 lb)  | 16 tháng 1 năm 1994  | Turku       | Tappara (Liiga)              |
| 4  | D      | Tommi Kivistö         | 1,86 m (6 ft 1 in)  | 94 kg (207 lb)  | 7 tháng 6 năm 1991   | Vantaa      | Jokerit (KHL)                |
| 5  | D      | Lasse Kukkonen – C    | 1,84 m (6 ft 0 in)  | 85 kg (187 lb)  | 18 tháng 9 năm 1981  | Oulu        | Kärpät (Liiga)               |
| 12 | F      | Marko Anttila         | 2,03 m (6 ft 8 in)  | 104 kg (229 lb) | 27 tháng 5 năm 1985  | Lempäälä    | Jokerit (KHL)                |
| 13 | F      | Julius Junttila       | 1,78 m (5 ft 10 in) | 81 kg (179 lb)  | 15 tháng 8 năm 1991  | Oulu        | Kärpät (Liiga)               |
| 18 | D      | Sami Lepistö – A      | 1,83 m (6 ft 0 in)  | 87 kg (192 lb)  | 17 tháng 10 năm 1984 | Espoo       | Jokerit (KHL)                |
| 19 | G      | Mikko Koskinen        | 2,01 m (6 ft 7 in)  | 95 kg (209 lb)  | 18 tháng 7 năm 1988  | Vantaa      | SKA Sankt-Peterburg (KHL)    |
| 20 | F      | Eeli Tolvanen         | 1,79 m (5 ft 10 in) | 82 kg (181 lb)  | 22 tháng 4 năm 1999  | Vihti       | Jokerit (KHL)                |
| 23 | F      | Joonas Kemppainen     | 1,90 m (6 ft 3 in)  | 102 kg (225 lb) | 7 tháng 4 năm 1988   | Kajaani     | Salavat Yulaev Ufa (KHL)     |
| 24 | F      | Jani Lajunen          | 1,89 m (6 ft 2 in)  | 94 kg (207 lb)  | 16 tháng 6 năm 1990  | Espoo       | HC Lugano (NL)               |
| 25 | F      | Jonas Enlund          | 1,83 m (6 ft 0 in)  | 86 kg (190 lb)  | 3 tháng 11 năm 1987  | Helsinki    | Sibir Novosibirsk (KHL)      |
| 27 | F      | Petri Kontiola – A    | 1,83 m (6 ft 0 in)  | 97 kg (214 lb)  | 4 tháng 10 năm 1984  | Seinäjoki   | Lokomotiv Yaroslavl (KHL)    |
| 31 | G      | Karri Rämö            | 1,88 m (6 ft 2 in)  | 93 kg (205 lb)  | 1 tháng 7 năm 1986   | Asikkala    | Jokerit (KHL)                |
| 37 | F      | Mika Pyörälä          | 1,82 m (6 ft 0 in)  | 81 kg (179 lb)  | 13 tháng 7 năm 1981  | Oulu        | SC Bern (NL)                 |
| 38 | D      | Juuso Hietanen        | 1,80 m (5 ft 11 in) | 85 kg (187 lb)  | 14 tháng 6 năm 1985  | Hämeenlinna | Dynamo Moscow (KHL)          |
| 40 | F      | Jarno Koskiranta      | 1,92 m (6 ft 4 in)  | 92 kg (203 lb)  | 9 tháng 12 năm 1986  | Paimio      | SKA Sankt-Peterburg (KHL)    |
| 42 | D      | Miro Heiskanen        | 1,84 m (6 ft 0 in)  | 83 kg (183 lb)  | 18 tháng 7 năm 1999  | Espoo       | HIFK (Liiga)                 |
| 50 | D      | Miika Koivisto        | 1,84 m (6 ft 0 in)  | 87 kg (192 lb)  | 20 tháng 7 năm 1990  | Vaasa       | Kärpät (Liiga)               |
| 55 | D      | Atte Ohtamaa          | 1,88 m (6 ft 2 in)  | 96 kg (212 lb)  | 6 tháng 11 năm 1987  | Nivala      | Ak Bars Kazan (KHL)          |
| 62 | F      | Oskar Osala           | 1,94 m (6 ft 4 in)  | 110 kg (240 lb) | 26 tháng 12 năm 1987 | Vaasa       | Metallurg Magnitogorsk (KHL) |
| 65 | F      | Sakari Manninen       | 1,72 m (5 ft 8 in)  | 76 kg (168 lb)  | 10 tháng 2 năm 1992  | Oulu        | Örebro HK (SHL)              |
| 70 | F      | Teemu Hartikainen     | 1,86 m (6 ft 1 in)  | 104 kg (229 lb) | 3 tháng 5 năm 1990   | Kuopio      | Salavat Yulaev Ufa (KHL)     |
| 77 | G      | Juha Metsola          | 1,77 m (5 ft 10 in) | 69 kg (152 lb)  | 24 tháng 2 năm 1989  | Tampere     | Amur Khabarovsk (KHL)        |
| 81 | F      | Jukka Peltola         | 1,84 m (6 ft 0 in)  | 85 kg (187 lb)  | 26 tháng 8 năm 1987  | Tampere     | Tappara (Liiga)              |
| 86 | F      | Veli-Matti Savinainen | 1,82 m (6 ft 0 in)  | 82 kg (181 lb)  | 5 tháng 1 năm 1986   | Espoo       | Yugra (KHL)                  |

### Thụy Điển
Dưới đây là đội hình Thụy Điển tham dự giải khúc côn cầu trên băng nam tại Thế vận hội Mùa đông 2018. 
Huấn luyện viên trưởng:  Rikard Grönborg     Trợ lý huấn luyện viên:  Johan Garpenlöv,  Peter Popovic
| Số | Vị trí | Tên                  | Chiều cao           | Cân nặng        | Ngày sinh            | Nơi sinh    | Câu lạc bộ                       |
| -- | ------ | -------------------- | ------------------- | --------------- | -------------------- | ----------- | -------------------------------- |
| 1  | G      | Jhonas Enroth        | 1,79 m (5 ft 10 in) | 79 kg (174 lb)  | 25 tháng 6 năm 1988  | Stockholm   | HC Dinamo Minsk (KHL)            |
| 4  | D      | Staffan Kronwall – A | 1,95 m (6 ft 5 in)  | 102 kg (225 lb) | 10 tháng 9 năm 1982  | Stockholm   | Lokomotiv Yaroslavl (KHL)        |
| 5  | D      | Mikael Wikstrand     | 1,86 m (6 ft 1 in)  | 95 kg (209 lb)  | 5 tháng 11 năm 1993  | Karlstad    | Färjestad BK (SHL)               |
| 6  | D      | Patrik Hersley       | 1,91 m (6 ft 3 in)  | 95 kg (209 lb)  | 23 tháng 6 năm 1986  | Malmö       | SKA Saint Petersburg (KHL)       |
| 8  | D      | Johan Fransson       | 1,86 m (6 ft 1 in)  | 90 kg (200 lb)  | 18 tháng 2 năm 1985  | Kalix       | Genève-Servette HC (NL)          |
| 10 | F      | Joakim Lindström     | 1,85 m (6 ft 1 in)  | 87 kg (192 lb)  | 5 tháng 12 năm 1983  | Skellefteå  | Skellefteå AIK (SHL)             |
| 12 | F      | Fredrik Pettersson   | 1,75 m (5 ft 9 in)  | 81 kg (179 lb)  | 10 tháng 6 năm 1987  | Göteborg    | ZSC Lions (NL)                   |
| 15 | D      | Simon Bertilsson     | 1,83 m (6 ft 0 in)  | 90 kg (200 lb)  | 19 tháng 4 năm 1991  | Karlskoga   | Brynäs IF (SHL)                  |
| 17 | F      | Pär Lindholm         | 1,81 m (5 ft 11 in) | 85 kg (187 lb)  | 5 tháng 10 năm 1991  | Skellefteå  | Skellefteå AIK (SHL)             |
| 18 | F      | Dennis Everberg      | 1,93 m (6 ft 4 in)  | 93 kg (205 lb)  | 31 tháng 12 năm 1991 | Västerås    | HC Neftekhimik Nizhnekamsk (KHL) |
| 19 | F      | Patrik Zackrisson    | 1,80 m (5 ft 11 in) | 85 kg (187 lb)  | 27 tháng 3 năm 1987  | Ekerö       | HC Sibir Novosibirsk (KHL)       |
| 20 | F      | Joel Lundqvist – C   | 1,83 m (6 ft 0 in)  | 90 kg (200 lb)  | 2 tháng 3 năm 1982   | Åre         | Frölunda HC (SHL)                |
| 22 | F      | Alexander Bergström  | 1,90 m (6 ft 3 in)  | 87 kg (192 lb)  | 18 tháng 1 năm 1986  | Osby        | HC Sibir Novosibirsk (KHL)       |
| 25 | F      | Viktor Stålberg      | 1,89 m (6 ft 2 in)  | 94 kg (207 lb)  | 17 tháng 1 năm 1986  | Göteborg    | EV Zug (NL)                      |
| 26 | D      | Rasmus Dahlin        | 1,89 m (6 ft 2 in)  | 85 kg (187 lb)  | 13 tháng 4 năm 2000  | Trollhättan | Frölunda HC (SHL)                |
| 28 | F      | Dick Axelsson        | 1,91 m (6 ft 3 in)  | 93 kg (205 lb)  | 25 tháng 4 năm 1987  | Stockholm   | Färjestad BK (SHL)               |
| 29 | D      | Erik Gustafsson – A  | 1,79 m (5 ft 10 in) | 90 kg (200 lb)  | 15 tháng 12 năm 1988 | Sundsvall   | HC Neftekhimik Nizhnekamsk (KHL) |
| 30 | G      | Viktor Fasth         | 1,83 m (6 ft 0 in)  | 86 kg (190 lb)  | 8 tháng 8 năm 1982   | Kalix       | Växjö Lakers (SHL)               |
| 35 | G      | Magnus Hellberg      | 1,96 m (6 ft 5 in)  | 93 kg (205 lb)  | 4 tháng 4 năm 1991   | Uppsala     | Kunlun Red Star (KHL)            |
| 37 | F      | John Norman          | 1,80 m (5 ft 11 in) | 85 kg (187 lb)  | 6 tháng 1 năm 1991   | Stockholm   | Jokerit (KHL)                    |
| 45 | F      | Oscar Möller         | 1,78 m (5 ft 10 in) | 82 kg (181 lb)  | 22 tháng 1 năm 1989  | Stockholm   | Skellefteå AIK (SHL)             |
| 48 | F      | Carl Klingberg       | 1,90 m (6 ft 3 in)  | 98 kg (216 lb)  | 28 tháng 1 năm 1991  | Göteborg    | EV Zug (NL)                      |
| 51 | D      | Jonas Ahnelöv        | 1,88 m (6 ft 2 in)  | 95 kg (209 lb)  | 11 tháng 12 năm 1987 | Stockholm   | Avangard Omsk (KHL)              |
| 58 | F      | Anton Lander         | 1,83 cm (0,72 in)   | 84 kg (185 lb)  | 24 tháng 4 năm 1991  | Sundsvall   | Ak Bars Kazan (KHL)              |
| 67 | F      | Linus Omark          | 1,79 m (5 ft 10 in) | 82 kg (181 lb)  | 5 tháng 2 năm 1987   | Övertorneå  | Salavat Yulaev Ufa (KHL)         |